# Oncometopia semifacialis
Oncometopia semifacialis är en insektsart som beskrevs av Emmrich 1975. Oncometopia semifacialis ingår i släktet Oncometopia och familjen dvärgstritar. Inga underarter finns listade i Catalogue of Life.